# Pyrestes dohertii
Pyrestes dohertii är en skalbaggsart som beskrevs av Charles Joseph Gahan 1906. Pyrestes dohertii ingår i släktet Pyrestes och familjen långhorningar.
Artens utbredningsområde är Myanmar. Inga underarter finns listade i Catalogue of Life.